# 김응수 (배우)
김응수(1961년 2월 12일~)는 대한민국의 배우이고, 본관은 광산이다.

## 생애
충청남도 서천군 문산면 금복리에서 태어났다. 1981년 대학 1학년 때 극단 【목화】에 입단하면서 연극배우로 연기를 시작하였다. 1996년 처음 영화에 출연하였다. 코믹 연기나 정극을 모두 소화하는 연기력을 갖추었으며, 사극/시대극 모두의 맞춤형 특화 배우로 자리매김하였다.

## 학력
- 군산제일고등학교 졸업
- 서울예술전문대학 연극학과 전문학사
- 일본영화학교 영화연출학과 학사

## 출연작

#### 영화
- 1996년 《깡패 수업》
- 1998년 《투캅스 3》 ... 수하 2 역
- 1998년 《처녀들의 저녁 식사》 ... 껍대기집 사내 역
- 1999년 《유령》 ... 찬석 부 역
- 1999년 《주유소 습격 사건》 ... 경찰 1 역
- 2000년 《눈물》 ... 원조교제 남 역
- 2000년 《물고기자리》 ... 배 사장 역
- 2001년 《화산고》 ... 분필 던지고/맞는 교사 역
- 2001년 《신라의 달밤》 ... 길남 심복 1 역
- 2002년 《취화선》 ... 조병갑 역
- 2002년 《광복절 특사》 ... 여당 국회의원 역
- 2002년 《2009 로스트 메모리즈》 ... 미우라 역
- 2002년 《재밌는 영화》 ... 와타나베 역
- 2002년 《패밀리》 ... 주례 역
- 2003년 《바람난 가족》 ... 양택식 역
- 2003년 《선생 김봉두》 ... 남옥 아버지 역
- 2004년 《귀신이 산다》 ... 부동산 중개인 역
- 2004년 《여선생 VS 여제자》 ... 교감 역
- 2004년 《안녕! 유에프오》 ... 주인 아저씨 역
- 2004년 《늑대의 유혹》 ... 선생님 역
- 2005년 《나의 결혼 원정기》 ... 마을어른 역
- 2005년 《청연》 ... 박춘식 역
- 2005년 《역전의 명수》 ... 정민국 역
- 2005년 《그때 그사람들》 ... 민대령 역
- 2005년 《천군》 ... 북측 장성 역
- 2005년 《강력3반》 ... 주진석 역(우정출연)
- 2006년 《싸움의 기술》 ... 병호 역
- 2006년 《투사부일체》 ... 최 의원 역
- 2006년 《스승의 은혜》 ... 마 형사 역
- 2006년 《한반도》 ... 일본 오오야마 원장 역
- 2006년 《예의없는 것들》 ... 원장 역
- 2006년 《가문의 영광 3 - 가문의 부활》 ... 김 상무 역(특별출연)
- 2006년 《타짜》 ... 곽철용 역
- 2006년 《잔혹한 출근》 ... 수사반장 역
- 2007년 《뷰티풀 선데이》 ... 강력반장 역
- 2007년 《기담》 ... 아키야마 소좌 역
- 2007년 《박치기!》
- 2007년 《오래된 정원》 ... 응수 역
- 2007년 《이장과 군수》 ... 김 씨 역
- 2007년 《황진이》 ... 화담 서경덕 역
- 2007년 《특별시 사람들》 ... 완배 아버지 역(우정출연)
- 2007년 《원스 어폰 어 타임》 ... 총감 역
- 2008년 《달려라 자전거》 ... 하정 부 역
- 2009년 《그림자 살인》 ... 요시오카 역
- 2010년 《아빠가 여자를 좋아해》 ... 지현 부 역(특별출연)
- 2010년 《카페 서울》 ... 동춘 역
- 2010년 《반가운 살인자》 ... 반장 역
- 2010년 《파괴된 사나이》 ... 김 원장 역(우정출연)
- 2010년 《머나먼 하늘》 ... 김응수 역
- 2011년 《위험한 상견례》 ... 현준 부, 세동 역
- 2011년 《커플즈》 ... 김 회장 역(특별출연)
- 2012년 《범죄와의 전쟁: 나쁜놈들 전성시대》 ... 최주동 검사 역(특별출연)
- 2012년 《가비》 ... 미우라 역
- 2012년 《부러진 화살》 ... 박봉주 역
- 2012년 《돈의 맛》 ... 사장 1 역(특별출연)
- 2012년 《나는 왕이로소이다》 ... 푸줏간 늙은이 역(우정출연)
- 2012년 《코리아》 ... 조 감독 역
- 2012년 《외사경찰》 ... 박종식 역
- 2012년 《댄스 오브 드래곤》 ... 태산 아버지 역
- 2013년 《미스터 고》 ... KBO 총재 역
- 2014년 《하이힐》 ... 박반장 역
- 2015년 《위험한 상견례 2》 ... 박만춘 역
- 2015년 《나의 절친 악당들》 ... 인수 역
- 2015년 《베테랑》 ... 정 고문 역(특별출연) (첫 천만영화)
- 2015년 《뱀파이어는 우리 옆집에 산다》 ... 조수 역
- 2016년 《검사외전》 ... 강영식 의원 역
- 2016년 《국가대표 2》 ... 협회장 역
- 2017년 《임금님의 사건수첩》 ... 좌의정 역
- 2017년 《용순》 ... 교장 역(우정출연)
- 2018년 《공작》 ... 김 부장 역
- 2019년 《양자물리학》 ... 정갑택 역
- 2021년 《색다른 그녀》 ... 방석 역(특별출연)
- 2023년 《좋.댓.구》 ... 대리운전 광고 취객남 역 (특별출연)
- 2023년 《비공식작전》 ... 안기부장 역

### 드라마
- 1996년 KBS2 《컬러 - 옐로우》
- 1997년 MBC 《시트콤 남자 셋 여자 셋》
- 1997년 SBS 《여자》
- 1998년 MBC 《시트콤 여자 대 여자》 ... 김학길(이민 14년차 포르투갈령 마카오 한인 교포) 역
- 2006년 KBS2 《인생이여 고마워요》 ... 공 신부 역
- 2006년 KBS2 《눈의 여왕》 ... 이동술 역
- 2007년 KBS2 《한성별곡-正》 ... 박인빈 역
- 2007년 KBS2 《드라마시티 - 명문대가 뭐길래》 ... 변강세 역
- 2008년 KBS2 《대왕 세종》 ... 민무구 역
- 2008년 SBS 《바람의 화원》 ... 장벽수 역
- 2008년 KBS2 《난 네게 반했어》 ... 조 국장 역
- 2008년 KBSN 《복권 3인조》 ... 백두식 역
- 2009년 KBS1 《청춘예찬》 ... 양대두 역
- 2010년 KBS2 《추노》 ... 이경식 역
- 2010년 KBS2 《부자의 탄생》 ... 부귀호 역
- 2010년 SBS 《나쁜 남자》 ... 곽 반장 역
- 2010년 KBS1 《자유인 이회영》 ... 미쓰와 경감 역
- 2010년 KBS2 《도망자 플랜 B》 ... 양영준 역
- 2010년 KBS1 《근초고왕》 ... 조불 역
- 2011년 SBS 《싸인》 ... 최중섭 역
- 2011년 SBS 《마이더스》 ... 최 행장 역
- 2011년 SBS 《무사 백동수》 ... 유소강 역
- 2011년 KBS2 《KBS 드라마 스페셜 연작 시리즈 - 아들을 위하여》 ... 차장 역
- 2012년 SBS 《샐러리맨 초한지》 ... 오지락 역
- 2012년 MBC 《해를 품은 달》 ... 윤대형 역
- 2012년 MBC 《닥터 진》 ... 김병희 역
- 2012년 KBS2 《각시탈》 ... 콘노 고지 역
- 2013년 KBS2 《직장의 신》 ... 황갑득 역
- 2013년 tvN 《빠스껫 볼》 ... 최제국 역
- 2014년 MBC 《앙큼한 돌싱녀》 ... 나갑수 역
- 2014년 tvN 《꽃할배 수사대》 ... 김영철 역
- 2014년 KBS2 《조선 총잡이》 ... 야마모토 역 (특별출연)
- 2014년 KBS2 《달콤한 비밀》 ... 천도형 역
- 2014년 SBS 《펀치》 ... 정국현 역
- 2015년 MBC 《달콤살벌 패밀리》 ... 백만보 역
- 2016년 KBS2 《부탁해요, 엄마》 ... 사기꾼 역
- 2016년 MBC 《옥중화》 ... 전옥서 주부 역
- 2016년 OCN 《38사기동대》 ... 조상진 역
- 2016년 KBS1 《임진왜란 1592》 ... 도요토미 히데요시 역
- 2017년 tvN 《내성적인 보스》 ... 은복동 역
- 2017년 KBS2 《김과장》 ... 배덕포 역
- 2017년 KBS2 《학교 2017》 ... 양도진 역
- 2017년 tvN 《이번 생은 처음이라》 ... 남희봉 역
- 2018년 tvN 《미스터 션샤인》 ... 김판서 역
- 2018년 KBS2 《러블리 호러블리》 ... 의안 점쟁이 역
- 2018년 KBS2 《차달래 부인의 사랑》 ... 김복만 역
- 2019년 JTBC 《보좌관》 ... 장춘배 역
- 2019년 tvN 《청일전자 미쓰리》 ... 오만복 역
- 2019년 JTBC 《보좌관 - 세상을 움직이는 사람들 시즌2》 ... 장춘배 역
- 2020년 MBC 《꼰대인턴》 ... 이만식 역
- 2020년 SBS 《날아라 개천용》 ... 강철우 역
- 2020년 tvN 《구미호뎐》... 망태할아버지 역
- 2021년 TV조선 《결혼작사 이혼작곡》 ...  판문호 역
- 2021년 tvN 《간 떨어지는 동거》... 신우여의 둔갑한 모습 역 (특별출연)
- 2021년 TV조선 《결혼작사 이혼작곡 2》 ...  판문호 역
- 2022년 TV조선 《결혼작사 이혼작곡 3》 ...  판문호 역
- 2025년 tvN 《별들에게 물어봐》... 최재룡 역
- 2025년 Disney+ 《나인 퍼즐》
- 2025년 JTBC 《굿보이》... 조판열 역

### 연극
- 2013년 《이제는 애처가》
- 2016년 《2016 안톤체홉 연극 - 플라토노프》

### 뮤지컬
- 2014년 《들풀 2》

### CF
- 2013년 SK브로드밴드 BTV
- 2014년 ~ 2018년 러시앤캐시 OK!저축은행
- 2014년 파고다,파고다스트
- 2015년 SK텔레콤 LTE-A
- 2017년 넥스트플로어 데스티니 차일드
- 2017년 한산모시문화제
- 2019년 BBQ 뱀파이어치킨
- 2019년 씨엠에스랩 셀퓨전씨 레이저 크림
- 2019년 버거킹 더블버거
- 2019년 오비맥주 OB 라거
- 2019년 사랑의 열매
- 2020년 레이캅 무선청소기
- 2020년 한국가스안전공사 가스안전캠페인
- 2020년 롯데카드 로카

### TV 프로그램
- KBS2 《가족오락관》(1995년 11월 15일) 게스트
- SBS 《스타 주니어쇼 붕어빵》

- KBS2 《1 대 100》
- MBC 《공감토크쇼 놀러와》
- JTBC 《유자식 상팔자》
- SBS 《웃음을 찾는 사람들》 <배우는 배우다>
- 채널A 《이제 만나러 갑니다》
- KBS2 《개그콘서트》 <연기돌>
- KBS1 《KBS 스페셜 - 남북은 없다 여우와 두루미》  ... 내레이션
- EBS1 《점박이 공룡대백과》
- SBS 《동상이몽, 괜찮아 괜찮아》 (2019년)
- MBC 《라디오스타》 (2019년)
- KBS2 《음치는 없다 엑시트》 (2020년)
- KBS2 《스탠드 업》 (2020년)
- KBS2 《다큐멘터리 3일》(2020년) 내레이션
- KBS1 《아침마당》(2020년, 2023년 9월) 게스트
- TV조선 《내 딸 하자》(2021년) 특별출연
- MBC《황금어장 라디오스타》(2021년) 게스트
- SBS 《꼬리에 꼬리를 무는 그날 이야기》게스트

### 라디오 프로그램
- 2015년 EBS 《EBS 책 읽는 라디오 낭독 시리즈》
- 2021년 네이버NOW 《응수씨네》
- 2022년 3월& 2023년 9월 KBS 쿨FM 《미스터 라디오》

## 수상 및 후보
| 연도 | 시상식                      | 부문                                 | 작품                     | 결과 |
| ---- | --------------------------- | ------------------------------------ | ------------------------ | ---- |
| 2012 | 제20회 대한민국문화연예대상 | 드라마부문 남자 우수연기상           | 해를 품은 달, 닥터 진    | 수상 |
| 2012 | MBC 연기대상                | 남자 황금연기상                      | 해를 품은 달, 닥터 진    | 후보 |
| 2015 | SBS 연기대상                | 중편드라마부문 남자 특별연기상       | 펀치                     | 후보 |
| 2016 | 2016 신스틸러 페스티벌      | 본상                                 | 빈칸                     | 수상 |
| 2016 | 제29회 그리메상             | 최우수 남자연기자상                  | 임진왜란 1592            | 수상 |
| 2017 | 방송통신위원회 방송대상     | 방송출연자상                         | 빈칸                     | 수상 |
| 2018 | KBS 연기대상                | 일일극부문 남자 우수연기상           | 차달래 부인의 사랑       | 후보 |
| 2020 | MBC 연기대상                | 수목미니시리즈부문 남자 최우수연기상 | 꼰대인턴                 | 수상 |
| 2024 | MBC 방송연예대상            | 시사·교양부문 특별상                 | 오은영 리포트 - 결혼지옥 | 수상 |